# Campionatul European de Scrimă din 1992
Campionatul European de Scrimă din 1992 s-a desfășurat la Lisabona în Portugalia. Probele pe echipe nu au fost incluse în program.

## Rezultate

### Masculin
| Probă   | Aur                     | Argint                       | Bronz                                        |
| Spadă   | Michael Flegler (GER)   | Günter Krajewski (GER)       | Reinhard Berger (GER) · César González (SPA) |
| Floretă | Michael Ludwig (AUT)    | Márk Marsi (HUN)             | Ola Kaibjer (SWE) · Laurent Bel (FRA)        |
| Sabie   | Raffaello Caserta (ITA) | Jean-Philippe Daurelle (FRA) | György Boros (HUN) · Luigi Tarantino (ITA)   |

### Feminin
| Probă   | Aur                    | Argint                  | Bronz                                             |
| Floretă | Cornelia Hanisch (GER) | Aida Mohamed (HUN)      | Rosalia Huszti (GER) · Sofia Șesnovici (BLR)      |
| Spadă   | Marina Várkonyi (HUN)  | Elisabeth Knechtl (AUT) | Laura Chiesa (ITA) · Renate Riebandt-Kaspar (GER) |

### Clasament pe medalii
| Loc   | Țară     | Aur | Argint | Bronz | Total |
| ----- | -------- | --- | ------ | ----- | ----- |
| 1     | Germania | 2   | 1      | 3     | 6     |
| 2     | Ungaria  | 1   | 2      | 1     | 4     |
| 3     | Austria  | 1   | 1      | 0     | 2     |
| 4     | Italia   | 1   | 0      | 2     | 3     |
| 5     | Franța   | 0   | 1      | 1     | 2     |
| 6     | Belarus  | 0   | 0      | 1     | 1     |
| 6     | Spania   | 0   | 0      | 1     | 1     |
| 6     | Suedia   | 0   | 0      | 1     | 1     |
| Total | Total    | 5   | 5      | 10    | 20    |